# Canal de Casiquiare
Pour les articles homonymes, voir Casiquiare.
Le canal de Casiquiare est un cours d'eau du Venezuela né d'une diffluence de l'Orénoque se dirigeant vers l'Amazone via le rio Negro.

## Géographie

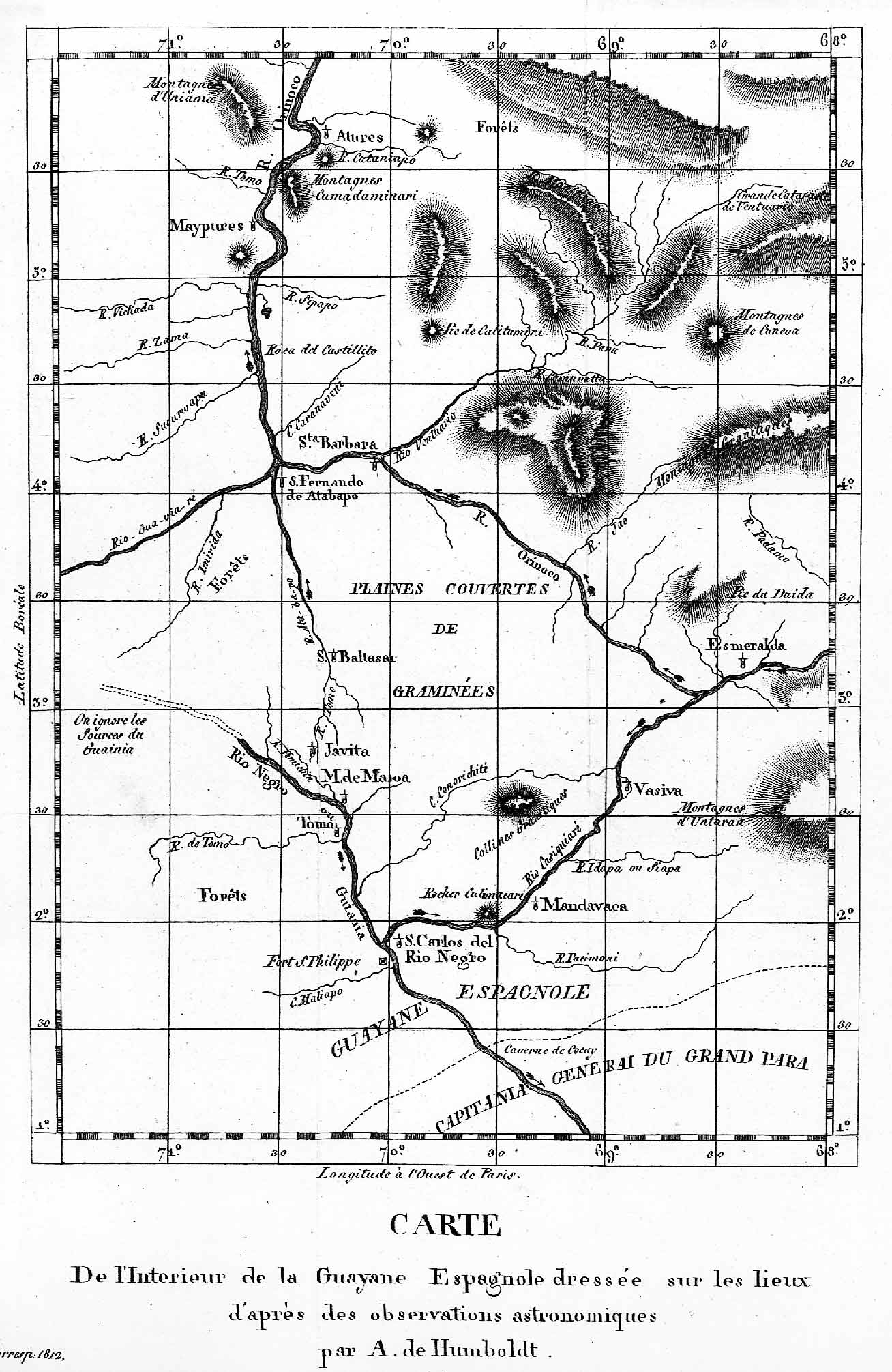
Carte du Canal de Casiquiare dessinée par Alexander von Humboldt.

Situé au Venezuela, long de plus de 340 kilomètres, c'est un défluent de l'Orénoque qui s'écoule depuis Predra Lais, à 20 kilomètres à l'Ouest de La Esmeralda, jusqu'à San Carlos sur le rio Guainía, nom vénézuélien du rio Negro.
Par abus de langage, il est parfois dit que le Casiquiare « franchit la ligne de partage des eaux » entre le bassin de l'Orénoque et celui de l'Amazone, mais il y aurait alors contradiction dans les termes. C'est en réalité le même bassin : à Predra Lais, à 123 mètres d'altitude, l'Orénoque se divise en deux branches, comme dans un delta : la branche Nord se dirige vers la côte Nord-Est du Venezuela et y garde son nom « Orinoco ». L'autre branche, dite « canal de Casiquiare » se dirige vers le Sud-Ouest en traversant la pénéplaine qui borde le Sud de la Sierra Parima, puis vers l'Ouest. Après environ 340 kilomètres, l'« Orénoque branche Sud » rejoint la rive gauche du rio Negro, la confluence est en amont de San Carlos de Rio Negro, à 91 mètres d'altitude. Ensuite, l'« Orénoque branche Sud » reçoit, sur sa rive droite, l'Amazone à Manaus. La carte de Humboldt est évidemment fausse quand elle indique localement un sens d'écoulement contraire sur le canal de Casiquiare.
Ce défluent de l'Orénoque est dû à une brèche dans la rive sud du fleuve, par laquelle entre 12% (à l'étiage) et 20 % (en crues) de ses eaux s'échappent.

## Histoire
Lope de Aguirre l’a peut-être emprunté lors de sa mutinerie en 1561, sans se douter de sa découverte. Cette hypothèse est remise en cause.
Certaines cartes géographiques le font apparaître au XVIIIe siècle, La Condamine (entre autres) affirmant son existence. Selon certaines sources, ce serait un missionnaire de la Compagnie de Jésus qui, en 1724, aurait confirmé son existence. Humboldt le remonte en 1800 et en fait une description précise.
Pendant la Seconde Guerre mondiale, il a été envisagé par la marine américaine d'y faire transiter des navires marchands à l'abri des sous-marins allemands qui menaçaient les convois au large des Guyanes, les travaux nécessaires n'ont cependant jamais été entrepris.

## Hydrologie
Le débit du cours d'eau a été observé pendant 11 ans (de 1978 à 1988) à Solano, localité vénézuélienne située à quelque 15 kilomètres de son débouché dans le rio Negro qui porte alors le nom de rio Guainía. 
À Solano, le débit annuel moyen ou module observé sur cette période a été de 2 101 m3/s pour une surface de drainage de 80 960 km2, représentant la presque totalité du bassin versant du canal. La lame d'eau écoulée dans ce bassin versant se monte ainsi à 818 millimètres par an, ce qui peut être considéré comme assez élevé, mais correspond aux débits observés sur les autres cours d'eau de cette région fort bien arrosée. 
Le Casiquiare est un cours d'eau presque toujours abondant et présentant des variations saisonnières bien marquées. On distingue les deux saisons assez classiques dans la région tropicale de l'hémisphère nord : celle des basses eaux d'hiver et celle des hautes eaux d'été, périodes correspondant aux saisons sèche et humide des régions traversées. La période de crue débute en mai-juin et se termine en août-septembre. Celle des basses eaux s'étend de janvier à mars inclus.
Le débit moyen mensuel observé en février (minimum d'étiage) atteint 675 m3/s, soit environ six fois moins que le débit moyen du mois de juillet (3 977 m3/s). Sur la durée d'observation de 11 ans, le débit mensuel minimal observé a été de 100 m3/s (février), tandis que le débit mensuel maximal s'élevait à 5 439 m3/s (juillet).